# Rio Indaiá
Rio Indaiá är ett vattendrag i Brasilien.   Det ligger i delstaten Minas Gerais, i den sydöstra delen av landet, 600 km sydost om huvudstaden Brasília.
Omgivningarna runt Rio Indaiá är huvudsakligen savann. Runt Rio Indaiá är det glesbefolkat, med 10 invånare per kvadratkilometer.